# Cambrian Park
Cambrian Park é uma Região censo-designada localizada no estado americano da Califórnia, no Condado de Santa Clara. É também um bairro da cidade de São José.

## Demografia
Segundo o censo americano de 2000, a sua população era de 3258 habitantes.

## Geografia
De acordo com o United States Census Bureau tem uma área de 1,6 km², dos quais 1,6 km² cobertos por terra e 0,0 km² cobertos por água.

## Localidades na vizinhança
O diagrama seguinte representa as localidades num raio de 8 km ao redor de Cambrian Park.